# Монтебуоно
Монтебуоно (итал. Montebuono) — коммуна в Италии, располагается в регионе Лацио, в провинции Риети.
Население составляет 945 человек (2008 г.), плотность населения составляет 48 чел./км². Занимает площадь 20 км². Почтовый индекс — 2040. Телефонный код — 0765.
Покровителем населённого пункта считается святой San Vincenzo Ferreri.

## Демография
Динамика населения:

## Администрация коммуны
- Официальный сайт: http://www.comune.montebuono.ri.it/